# Isernia
Isernia er en italiensk by (og kommune) i regionen Molise i Italien, med omkring 20.617(2023) indbyggere. 